# Perényi Imre (kanonok)
Perényi báró Perényi Imre (Nagyszőllős, Ugocsa megye, 1746. március 13. – Nagyszombat, 1823. január 26.) bölcseleti doktor, esztergomi kanonok, és nagyprépost.

## Élete
Perényi Elek és Perényi Katalin fia. Tanulmányait Nagyszombatban a Szent István papnevelőintézetben, azután a bécsi Pazmaneumban végezte. Miután 1765-ben megszerezte a bölcseletből a doktori rangot, 1766-ban Rómába ment, ahol a Collegium Germanico-Hungaricumban tanult 1769-ig. 1770-ben visszatért hazájába s Révay Antal segédpüspök mellé került szertartónak, de már április 18-án plébános lett Galántán. 1774-ban szepesi, 1776. december 2-án esztergomi kanonokká nevezték ki; 1778-ban a Pazmaneum kormányzója, 1779. április 24-én pedig nagyszombati plébános lett. 1787. január 15-én mint címzetes bácsi püspök az olvasó-kanonokságra lépett elő, 1806. június 23-án nagyprépost lett, 1809-től 1819-ig pedig mint káptalani helynök kormányozta az esztergomi egyházmegyét. Midőn Rudnay Sándor prímás 1820-ban a hazai törvényeknek megfelelően visszavitte a káptalant Nagyszombatból Esztergomba, engedélyt nyert, hogy haláláig Nagyszombatban maradhasson. Ennélfogva a legközelebbi káptalani gyűlésen május 18-án a káptalan a primás elnöklete alatt az olvasókanonokot Benyovszky Jánost tette meg helyettesévé, s annak fejében a nagyprépostság jövedelmének egyharmadát is neki rendelte kiadatni.

## Művei
- Köszöntő beszéd, midőn Szalai gróf Barkóczy Ferenc úr esztergomi érseke apostoli Magyarország primása stb. a királyi és érseki nemes convictust Nagy-Szombatban 1762. eszt. kegyelmesen látogatásával megvidámította. Nagy-Szombat.
- Magyar ország Sz. Koronájának Buda várába Bécsből lett által vitele alkalmatosságával, az ország határán tek. nemes. Pozsony vármegye statusinak s rendeinek nevekben mondotta febr. 18. 1790. eszt. hely n.
- Katekizmus, melyben a keresztény katolika tudománynak rövid summáját öszve foglalta. Nagy-Szombat, 1804. (Tótul Kubányi József fordításában. Uo. 1806.).
- Beszéd, mellyet midőn N. K. Nagy-Szombat várossa századik esztendejét, azon csudának, mely az itt való plébánia templomban lévő B. Szűz Mária siránkozó képén történt, ünnepelte, Báró P. ... mondott 1808. júl. 5. Uo.
- Lelki gyakorlások és énekek, melyeket az esztergomi fő megyében lévő keresztyén katolikus hívek épülésére, s hasznára egybefoglalt és kiterjesztett. Uo. 1810.
- A katholika hitnek rövid főczikkellyi. Uo. 1812. (Tótul: Uo. 1812.).
- Memoriale meum ut ira exulet, charitas augeatur. Dilectis in Christo. Pax Christi exultet in cordibus nostris. Uo. 1819. (Végén: Haec dudum pro meo usu connotavi, nunc prisuquam a vobis divellar, pro vestro etiam et posteritatis vestrae usu typis edi curavi.)

Kézirati munkája a Magyar Nemzeti Múzeumban: Deductio juris Peknyiani respectu supremi, comitis officii Abauj-variensis 1790., ívrét 50 lap.